# Terrytoons
Terrytoons fue un estudio de animación fundado por Paul Terry (19 de febrero de 1887-25 de octubre de 1971). El estudio, situado en New Rochelle (Nueva York, Estados Unidos), funcionó entre 1928 y 1968. Sus personajes más populares son Super Ratón, el Gandy Ganso, el pato Dinky, Deputy Dawg, Luno y las urracas parlanchinas (Tuco y Tico). Todos estos personajes animados fueron proyectados en cines bajo el único título de Terrytoons por 20th Century Fox.

## Historia

### Antes de Terrytoons
Paul Terry comenzó trabajando para Bray Studios en 1916, donde creó la serie de Farmer Al Falfa. Luego hizo un cortometraje de Al Falfa para Edison Pictures titulado Farmer Al Falfa's Wayward Pup (1917) y posteriormente algunos dibujos animados para Paramount Pictures.
Alrededor de 1921, Terry fundó el estudio de animación Fables, llamado así por su serie Aesop's Film Fables, conjuntamente con Amadee J. Van Beuren. Fables hizo una caricatura cada semana durante ocho años en los años 1920. En 1928, Van Bueren, entusiasmado por competir con el nuevo fenómeno de los dibujos animados parlantes, urgió a Terry para empezar a producir cortos con sonido real, en vez de sincronizarlo después. Terry se negó y Van Bueren lo despidió. Casi inmediatamente Terry, y gran parte de su personal, crearon los estudios Terrytoons.

### Años 1940 y principios de 1950
Durante gran parte de su historia, el estudio fue considerado como uno de los de peor calidad del mercado, hasta el punto que Terry admitió que «Disney es el Tiffany's en este negocio, y yo soy el Woolworth's» (en alusión a dos tiendas). Por aquella época, tenía los presupuestos más bajos y fue uno de los estudios que se adaptó lentamente a las nuevas tecnologías como el sonido (sobre 1930) y el Technicolor (en 1942), mientras que su estilo gráfico se mantuvo notablemente estático durante décadas. Esta actitud conservadora se agravó por la agenda inflexible de Paul Terry, que obligaba a crear un dibujo animado cada semana, independientemente de la relación la calidad coste de los mismos. A pesar de ello, Terrytoons fue nominado tres veces para el Oscar al mejor cortometraje animado: All out for V en 1942, My Boy, Johnny en 1944, y Sidney's Family Tree en 1958.

### Cambios de dueño
El estudio fue vendido tras la marcha de Paul Terry a la CBS en 1955. 20th Century Fox siguió distribuyendo los trabajos del estudio. Al año siguiente, la CBS lo puso bajo las órdenes del antiguo alumno de UPA Gene Deitch, que tuvo que trabajar con presupuestos aún menores. Sus trabajos más notables en el estudio fueron los fragmentos de dibujos animados Tom Terrific que se emitían en el programa de televisión Captain Kangaroo. Además introdujo nuevos personajes, como Sick Sick Sidney, John Doormat y Clint Clobber.
Deitch llevó mucha creatividad y vida a Terrytoons, pero ya que al ser el nuevo del estudio nunca llegó a integrarse del todo. Se libró una batalla interna y desafortunadamente Deitch fue forzado a abandonar su puesto.
Después que Deitch fuera despedido en 1958, Bill Weiss tomó el control del estudio. Bajo su supervisión se volvieron a producir Las urracas parlanchinas y Super Ratón. Además, el estudio comenzó a producir la serie Deputy Dawg para la televisión en 1960.
La persona de mayor talendo de Terrytoons en los años 1960 fue el animador, director y productor Ralph Bakshi, que se unió al estido en los años 1950 y luego estuvo a cargo de la serie Mighty Heroes. Bakshi se convertiría en el director de Super Ratón: Las Nuevas Aventuras en 1987.

### Post-historia
Tras la marcha de Bakshi en 1966, el estudio fue decayendo y finalmente cerró en 1968. Sin embargo, las películas aún siguieron siendo reestrenadas en los cines por 20th Century Fox. Afortunadamente para el estudio, su fondo de cortos de animación tuvieron un gran éxito en la televisión, donde fueron repuestos en numerosas ocasiones. Los dibujos animados de Terrytoons (especialmente Super Ratón y Deputy Dawg) fueron emitidos por varias cadenas de televisión, en los horarios después de clases y en la mañana de los sábados durante tres décadas, entre los años 1950 y 1980, hasta que los derechos fueron comprados por USA Network en 1989, fecha desde la que prácticamente no han sido vistos.
En los años 1970, los derechos de CBS Films fueron divididos para crear Viacom, que a su vez se reunificó con la CBS en 1999. La Fox, mientras tanto, mantuvo los derechos a nivel mundial de las producciones de Terrytoons hasta que Viacom se unió con Paramount Pictures en 1994. Actualmente, con Viacom una vez más separada de CBS, Paramount Pictures (aún como división de Viacom) gestión la distribución del catálogo clásido de Terrytoons, mientras que CBS Paramount Television (separada de Viacom) gestiona los derechos televisivos, incluso a pesar de que los dibujos animados de Terrytoons no hayan sido reemitidos desde los años 1980.
A finales de los años 1970, Filmation Studios licenció los derechos para hacer una nueva serie de Super Ratón. En 1987, Ralph Bakshi produjo Super Ratón: Las Nuevas Aventuras que duró dos temporadas. Bakshi y John Kricfalusi animaron a los empleados para que se basaran en el estilo de dibujo de Jim Tyer. Tyer, un sobresaliente animador de los dibujos animados originales de Terrytoons, con una forma absolutamente loca y única de animar los personajes, fue una fuerte influencia para los animadores de la serie de Bakshi.